# 14 cm Minenwerfer M. 15
Il 14 cm Minenwerfer M. 15 fu un mortaio medio da trincea austro-ungarico utilizzato dall'Imperiale e regio esercito durante la prima guerra mondiale.

## Storia
L'impiego dei mortai da trincea austriaci da 9 cm sul fronte dimostrava la necessità, di mortai più potenti, ma più trasportabili dei mortai pesanti. Questo concetto di "mortai medi" era già stato ideato dalla Germania con il 17 cm mittlerer Minenwerfer della famiglia dei minenwerfer RheinMetall. Gli esperti austro-ungarici presero in considerazione l'acquisto di quest'arma, ma pensando saggiamente che le loro esigenze sarebbero state considerate non prioritarie nel registro degli ordini delle fabbriche tedesche, alla fine decisero di produrlo a livello nazionale. Fu così che un prototipo in fase di sviluppo negli stabilimenti Skoda fu selezionato nel maggio 1915 e ordinato. Le prime armi arrivarono in prima linea nel maggio 1916.

## Tecnica
Il 14 cm Minenwerfer M. 15 era basato su una canna in acciaio ad anima rigata e un affusto caratteristico con un supporto triangolare per la mira verticale, tuttavia non aveva alcun sistema di recupero del rinculo. Una versione migliorata denominata 14 cm Minenwerfer M. 16 arrivò in prima linea nel 1917, con un anello tubolare attorno alla canna che teneva l'attacco al meccanismo di mira verticale, tagli a forma di finestra nelle pareti laterali dell'affusto e scanalature tubolari modificate per migliorare la precisione dell'arma. Questo mortaio fu prodotto in 705 esemplari in entrambe le versioni.